# IKSU

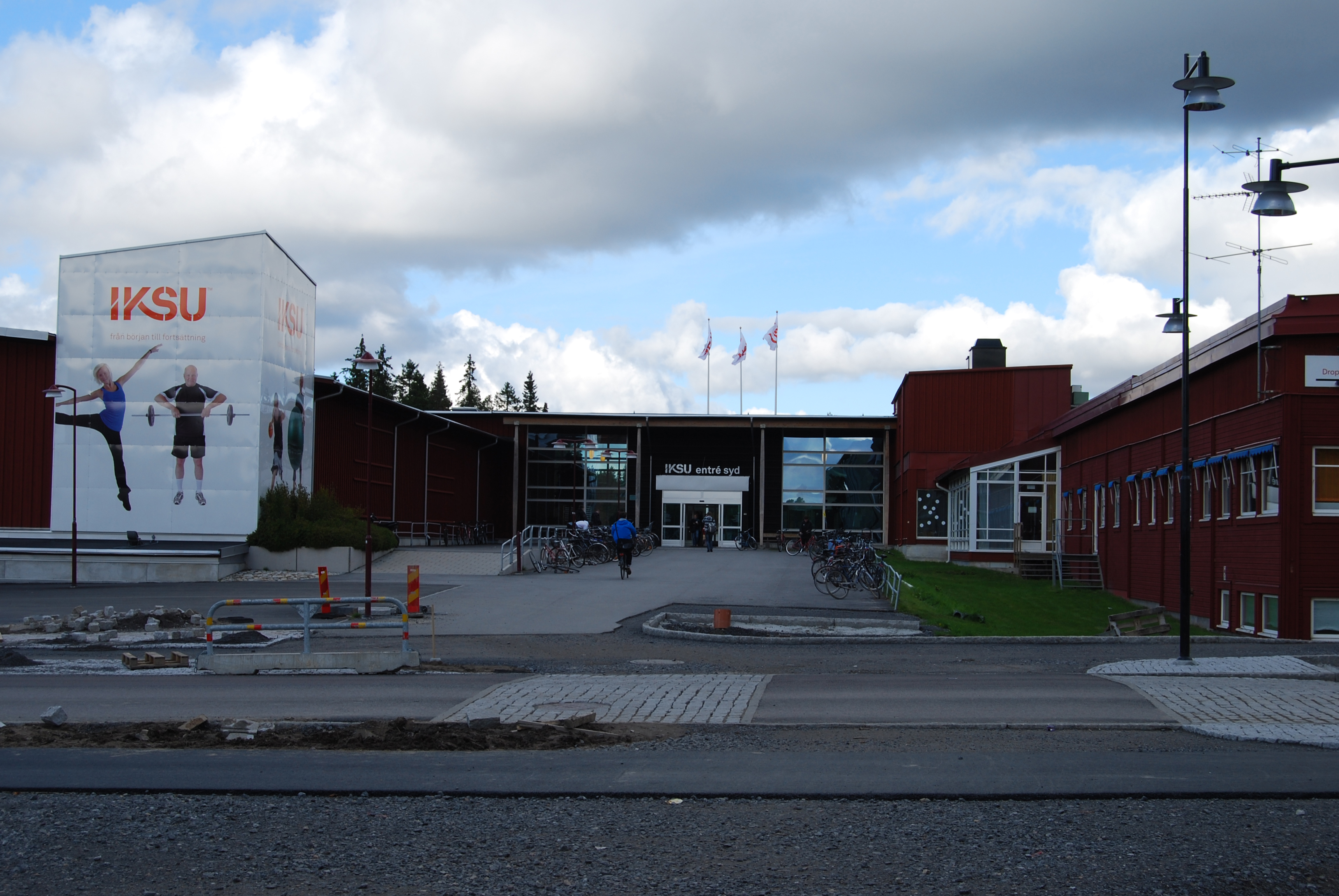
IKSU sport

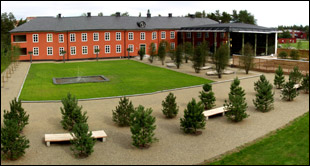
IKSU Spa

IKSU (Idrottsklubben Studenterna i Umeå) is een sportclub en non-profitorganisatie in de Zweedse stad Umeå. De club heeft twee faciliteiten, namelijk IKSU sport bij de campus van de Universiteit van Umeå en IKSU spa in Umedalen. IKSU heeft 18.000 leden en is hiermee een van de grootste van het land.

## Geschiedenis
De organisatie werd op 5 mei 1959 opgericht als Umeå Studenters Idrottsförening (USIF). In 1960 werd de naam veranderd in de huidige, Idrottsklubben Studenterna i Umeå (IKSU). De eerste overdekte arena werd geopend in 1983 en is sindsdien meerdere keren uitgebreid. IKSU spa werd geopend in 2003. Jaarlijks wordt de Brännbollscupen, een Brännboll-evenement, georganiseerd. De eerste editie stamt uit 1974 en sinds 1997 heeft dit toernooi wereldbekerstatus. In 2009 maakte men SEK 87 miljoen winst en had de organisatie 70 medewerkers.

## Secties
- Alpineskiën
- Basketbal
- Beachvolleybal
- Brännboll
- Fitness
- Buitensport
- Hardlopen
- Floorball

- Kendo
- Klimsport
- Langlaufen
- Vechtkunst
- Multisport
- Squash
- Volleybal
- Zwemmen